# کوک-موینوک-۱ (شهرستان تونگ)
کوک-موینوک-۱ (به لاتین: Kök-Moynok-1) یک منطقهٔ مسکونی در قرقیزستان است که در شهرستان تونگ واقع شده‌است. کوک-موینوک-۱ ۵۴۴ نفر جمعیت دارد و ۱٬۵۳۸ متر بالاتر از سطح دریا واقع شده‌است.